# Neuropil
Neuropil (latinski: neuropilus) svako je područje u živčanom sustavu koje je uglavnom sačinjeno od aksona bez mijelinske ovojnice, dendrita i glije, a ima visoku gustoću sinapsa te relativno malen broj tijela živčanih stanica (soma). Najznačajnije količine neuropila nalaze se u mozgu, koji, unatoč tomu što nije potpuno sačinjen od neuropila, ima najveću količinu i najveću gustoću sinapsa u tijelu. Mlađa moždana kora (neokorteks) i njušne lukovice, na primjer, sadržavaju neuropil.
Budući da neuropil ima širok spektar uloga u živčanom sustavu, teško je odrediti funkciju koja je zajednička svim područjima neuropila u tijelu.
Riječ neuropil dolazi iz grčkih pojmova neuro ('tetiva, živac') i pilos ('osjetan'). Pojam je skovan u 19. stoljeću, vjerojatno kao pokrata za stariji pojam neuropilema.

## Lokacija
Neuropil je pronađen u regijama: vanjskog neokorteksa, bačvastog polja, unutarnjeg i vanjskog mrežastog sloja mrežnice, neurohipofize i glomerulima maloga mozga. Sva se ova područja nalaze u ljudima izuzev bačvastog polja (uglavnom kod glodavaca), no mnoge druge vrste imaju slična ili paralelna područja neuropila. Ipak, razina sličnosti ovisna je o sastavu neuropila kod druge vrste.

## Druge životinje

### Sisavci
Značajno područje neuropila kod drugih sisavaca jest bačvasto polje, koje nalazimo u sisavcima s brkovima (poput mačaka, pasa i glodavaca); svaka od bačvi u moždanoj kori životinje predstavlja područje neuropila koje zaprima signal iz jednog specifičnog brka. Bačve su topografski organizirane sukladno brkovima.

### Člankonošci
Optički režanj u člankonožaca i gangliji njihovih mozaka, kao i gangliji ventralne moždine, nemaju mijelinsku ovojnicu, pa tako pripadaju klasi neuropila.

## Vanjske poveznice
- neuropil, Medicinski leksikon
- Neuropil, ScienceDirect (engleski)